# Iulia Valentia Banasa
Iulia Valentia Banasa je bilo rimsko-berbersko mesto v severnem Maroku. Bilo je ena od treh kolonij v Tingiški Mavretaniji, ki jo je ustanovil cesar August med 33. in 25. pr. n. št. za veterane bitke pri Akciju, na vrhu mavretanske vasi. To mesto je dejansko že zasedalo lokalno ljudstvo Amazigh iz 4. stoletja pr. n. št. ali morda že prej.
Vzdevek Valentia v latinščini pomeni nekaj takega kot 'močna' ali 'vrednost'; najdemo ga tudi v drugih rimskih kolonijah, kot sta Valence in Valencia. Vzdevek Iulia se nanaša na patricijsko družino Julijev, kateri je pripadal tudi cezar.
Na začetku vladavine Marka Avrelija (vladal 161–180) je Banasa dobila ime Colonia Avrelia. Od leta 285 naprej se je provinca Tingiška Mavretanija zmanjšala in je vključevala le območja severno od 
Lixusa. Posledično je bila opuščena tudi kolonija Banasa.

## Značilnosti
Med ruševinami Banasa lahko najdete značilne elemente rimskega mesta: forum z baziliko, kapitolij, terme in ulice, ki se končajo pri majhnih mestnih vratih in so razporejene v pravilnem vzorcu. Manjka slavolok v čast cesarju. Številne stavbe izvirajo iz zgodnjega 3. stoletja našega štetja.
Čudoviti mozaiki so krasili stavbe in zdaj jih je večina razstavljenih v arheološkem muzeju v Rabatu.
Nekatera druga večja rimska spremljevalna mesta Iulia Valentia Banasa iz tega zgodnjega obdobja sta Chellah in Volubilis, od katerih ima slednje značilnosti bazilike in pravilnega uličnega vzorca.
Predmete, najdene v Banasi, si lahko ogledate v Arheološkem muzeju v Rabatu.

## Galerija
- Rimske ruševine Banasa: terme s fresko
- Kamen napisan v latinščini
- Del rimskega stebra
- Pogled na ruševine Banasa
- Pogled na rimski forum in baziliko